# Dehu

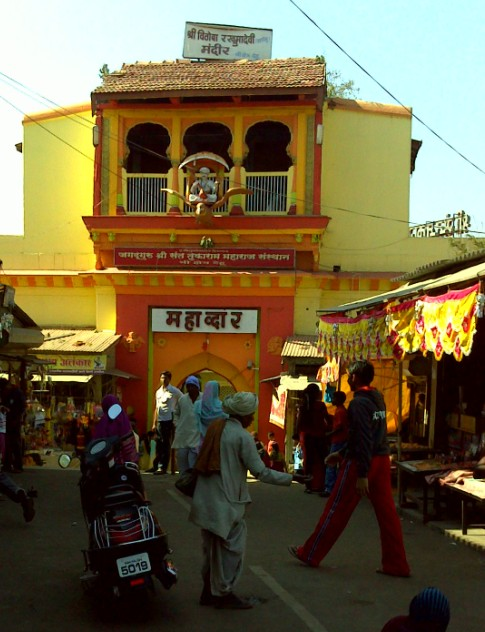
Wejście do świątyni Tukarama w Dehu

Dehu (marathi: देहू) – miejscowość (ok. 5 tys. mieszkańców) w indyjskim stanie Maharashtra. Ważne centrum pielgrzymkowe ze względu na samadhi słynnego średniowiecznego mistyka Tukarama.